# شارع الفن (أبها)

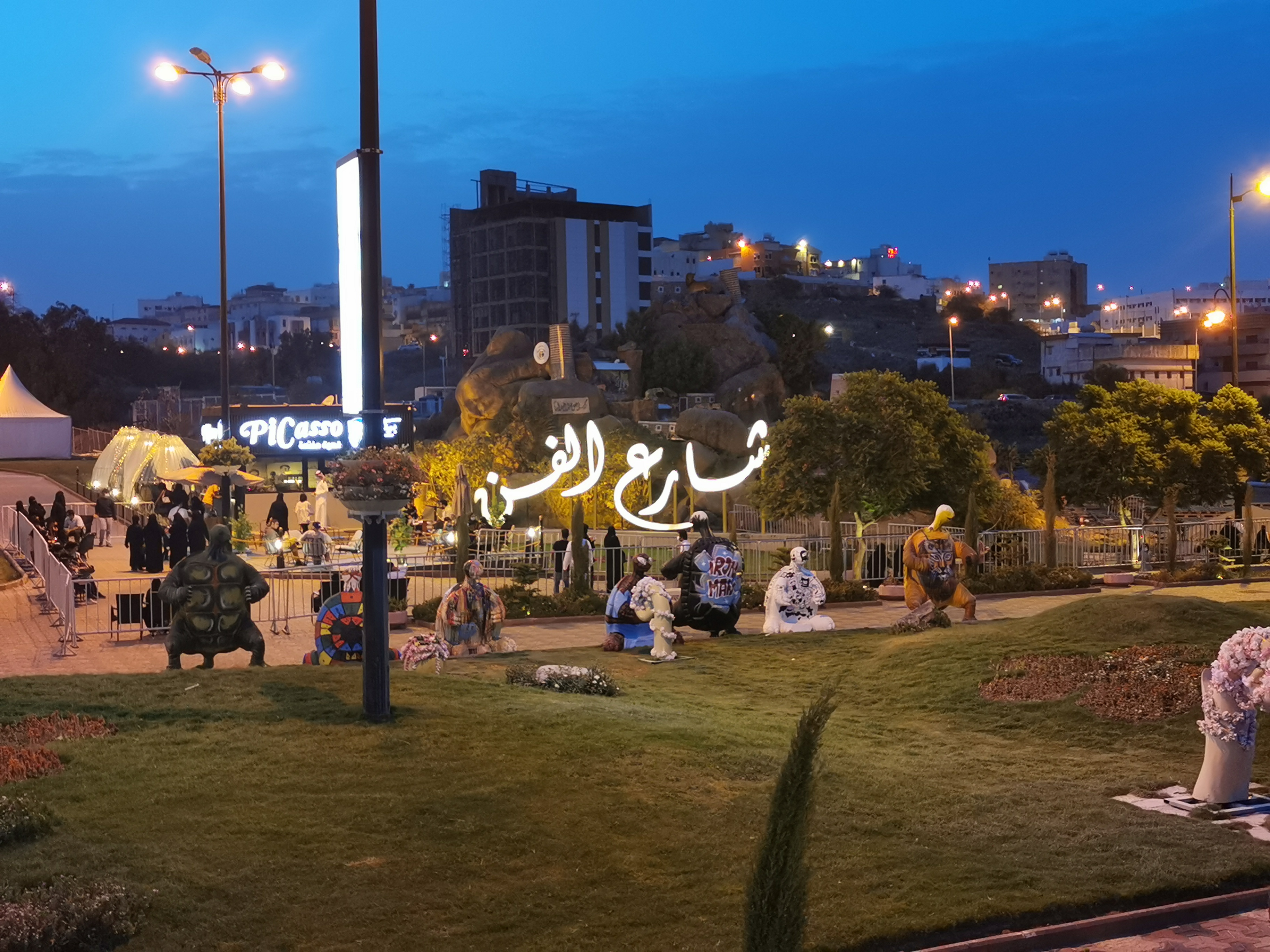
شارع الفن، 2021م.

شارع الفن، يقع في قلب أبها بمنطقة عسير جنوب غرب المملكة العربية السعودية، ويمتد حوالي 200 متر، ويعتبر الشارع من أهم المزارات السياحية في المنطقة، وتعتبر نقطة لقاء لعشاق الفن من الفنانين والمهتمين من جميع انحاء المملكة العربية السعودية، يتضمن الشارع 10 صالات عرض ومسرح لإقامة الحفلات والعديد من المطاعم والمقاهي المحلية والعالمية، وعلى مد النظر الشارع مزيين بأعمال فنية متنوعة بأيدي فناني المنطقة، حيث تنتشر المظلات الملونة وكأنه مهرجان كرنفالي متألق بين صفين من أشجار الجاكرندا.

## صاحب الفكرة
مبادرة أسسها ويقوم عليها الفنان عوض زارب، تهدف إلى نشر الفن التشكيلي وإبراز المبدعين الموهوبين والمهتمين.
انطلقت فكرة إنشاء شارع الفن، أثناء ممارسة بعض الفنانين التشكيليين لفعالية المرسم الحر في متنزه السودة في منطقة عسير، وبدأ التفاعل مع أجواء المرسم الحر من قبل المهتمين والسياح وزوار المنطقة، حيث انتشرت مواهب في فن التشكيل والخط العربي، وإتاحة الفرصة لإيجاد ورش عمل للفنانين أمام الجمهور، بحيث يستطيع الزائر أن يشاهد الفنان، وألوانه، وأدواته، لرسم لوحته مباشرة، وبمساحة كبيرة تعرض جميع أنواع الفنون.

## أشجار الجاكرندا
على امتداد شارع الفن في أبها تم زراعة أكثر من 13 ألف شجرة «جاكرندا» تتفتح أزهارها مع بداية فصل الربيع حيث تكسو الأغصان الكثيفة أزهاراً بنفسجية تفوح برائحتها المميزة، أشجار الجاكرندا بلونها البنفسجي الجذاب، وضعت لإضفاء روح الفن وبهجته على زوار الشارع، حيث ينتشر عبق أوراق الشجر في ارجاء المكان، وهي بدورها شجرة ذات قيمة، تساهم في تنقية الأجواء وتسمح بتجدد الأكسجين.

## فعاليات
تقام فعاليات فنية في أهم المسارح بحضور عدد من الفنانين المحليين والعرب، وهناك فعاليات خاصة بالأطفال تعلمهم فنون الرسومات والتلوين، وللعائلات في شارع الفن النصيب الأكبر من المتعة والمرح، إذ تقام العديد من المسابقات والفعاليات الحية التي يقدمها الفنانون والهواة.

## مكتبة شارع الفن
يوجد في شارع الفن في أبها البهية، مكتبة تحتوي على عدد من كتب الأدب والشعر والفن.

## وصلات خارجية
- أحد المعالم السياحية في أبها يزوره أكثر من 30 ألف شخص يوميًا.